# Saint-Sigismond (Vendeia)
Saint-Sigismond é uma comuna francesa na região administrativa da Pays de la Loire, no departamento de Vendéia. Estende-se por uma área de 10,46 km². Em 2010 a comuna tinha 420 habitantes (densidade: 40,2 hab./km²).